# Sayfallah Ltaief
Sayfallah Ltaief (arabisch سيف الله لطيف; * 22. April 2000 in Zürich) ist ein tunesisch-schweizerischer Fussballspieler. Der Aussenstürmer steht in den Niederlanden beim FC Twente Enschede unter Vertrag. Seit 2022 ist er tunesischer Nationalspieler.

## Karriere

### Verein
In seiner Jugend spielte Sayfalla Ltaief im Nachwuchs des FC Zürich sowie zwischenzeitlich beim FC Kosova Zürich, ehe er Anfang 2017 zur U17 des FC Zürich zurückkehrte. 2018 wechselte er in die zweite Mannschaft des Zweitligisten FC Winterthur, die in der viertklassigen 1. Liga antrat. Dort spielte er zunächst zwei Spielzeiten. In der Endphase der Saison 2019/20 rückte er im Juni 2020 in den Kader der Profimannschaft auf und bestritt dort die letzten zwölf Spiele der Saison, woraufhin ihn der Verein mit einem Profivertrag ausstattete. Die Vorrunde der anschliessenden Spielzeit verpasste er verletzungsbedingt jedoch grösstenteils und kam erst ab Februar 2021 regelmässig wieder zum Einsatz. In der folgenden Saison 2021/22 gelang ihm mit der Mannschaft der Aufstieg in die Super League, wozu er mit fünf Toren in 34 Einsätzen beitrug.
Nach dem Aufstieg verliess er die Winterthurer und folgte seinem Trainer Alexander Frei zum FC Basel, bei dem er einen Vierjahresvertrag bis 2026 unterzeichnete. Nachdem er in der Vorrunde der anschliessenden Saison 2022/23 bei den Baslern jedoch nur in sechs Erstliga-Spielen sowie zusätzlich in vier Drittliga-Spielen mit der zweiten Mannschaft zum Einsatz gekommen war, wurde er im Winter zunächst für ein halbes Jahr bis zum Saisonende zurück an den FC Winterthur verliehen, um dort Spielpraxis zu erhalten. Im Sommer kehrte er zunächst kurzzeitig nach Basel zurück, ehe die Leihe um ein weiteres Jahr verlängert wurde.
Nach Ablauf der Leihe kehrte er im Sommer 2024 nicht mehr nach Basel zurück und wechselte stattdessen fest zum niederländischen Erstligisten FC Twente Enschede.

### Nationalmannschaft
Im Mai 2022 wurde Ltaief erstmals für die tunesische U23-Nationalmannschaft nominiert und absolvierte dort einen gemeinsamen Lehrgang mit der A-Auswahl. Im September 2022 debütierte er schliesslich für die A-Nationalmannschaft bei einem Freundschaftsspiel gegen die Komoren. Anfang 2024 nahm er mit der Mannschaft am Afrika-Cup in der Elfenbeinküste teil, bei der das Team jedoch nach der Vorrunde ausschied.

### Erfolge
- Aufstieg in die Super League: 2022